# Єжи Полячек
Є́жи Ян Поля́чек (24 серпня 1961 , Пекари-Шльонські ) — польський політик і правник, член місцевого самоврядування, член Сейму 3-го, 4-го, 5-го, 6-го, 7-го, 8-го та 9-го скликань, у 2005—2007 роках — міністр транспорту в уряді Казимежа Марцинкевича та Ярослава Качинського.

## Життєпис
1986 року закінчив факультет права та адміністрації Сілезького університету в Катовиці. 1991 року закінчив юридичну підготовку в окружній палаті юрисконсультів у Катовицях.
З 1986 до 1990 р. працював інспектором Житлового кооперативу в м. Пекари-Шльонські. Брав активну участь у діяльності міської ради як, власне, міський радник (1990—2001) та віцепрезидент міста (1990—1998). З 1990 до 1997 р. був делегатом місцевого самоврядування Катовицького воєводства.
З 1993 до 1999 року Полячек був головою провінційного правління Консервативної коаліції у Катовицях, а з 1999 до 2001 роках — головою правління провінційного Консервативно-народного партійного руху.
У період з 1997 до 2001 р. Полячек був членом Сейму 3-го скликання зі списку «Солідарности», а також Полячек засідав у президії парламентського клубу цієї ж коаліції. 2000 року його називали одним з кандидатів на посаду президента новоствореного Інституту національної пам'яті Польщі.
У березні 2001 року разом з групою політиків «Консервативної народної партії», які не бажали співпрацювати з Громадянською платформою, Полячек співзаснував політичну силу «Права угода», що пізніше об'єдналася з партією «Право і справедливість».
Отримував депутатські мандати 2001 і 2005 року, висунувшись від списку «Права і справедливости». З 31 жовтня 2005 року до 5 травня 2006 року Полячек був міністром транспорту та будівництва в уряді Казимежа Марцінкевича. 5 травня 2006 року, після реконструкції офісу, він обійняв посаду міністра транспорту. 7 вересня 2007 року був звільнений з посади міністра транспорту й одночасно призначений державним секретарем у Міністерстві транспорту та керівником відомства. 12 вересня 2007 року Лех Качинський перепризначив його на посаду міністра транспорту.
На парламентських виборах 2007 року він був обраний вчетверте, отримавши 56 018 голосів у Катовіцькому окрузі. У листопаді 2007 року він подав на відставку від членства в Політичному комітеті «Права і справедливости», а в грудні того ж року — від членства в партії. У жовтні 2008 року він став членом парламентської групи "Польща XXI, а в жовтні 2009 року — членом парламентської групи Polska Plus, створеної того ж дня.
9 січня 2010 року на установчому з'їзді він був обраний президентом правління партії «Польща-плюс». 25 вересня 2010 року, разом з іншими членами «Польщі-плюс», після саморозпуску цієї партії він знову приєднався до партії «Право і справедливість». На парламентських виборах 2011 року він вчергове виграв депутатський мандат, цього разу балотуючись у Глівицькому окрузі та отримавши 22 310 голосів.
2015 року він був переобраний до Сейму, повернувшись до Катовицького округу та здобувши 18 429 голосів. На виборах до місцевого самоврядування 2018 року він невдало балотувався на посаду президента міста Пекари-Шльонські. На виборах 2019 року він успішно балотувався на перевибори до парламенту, набравши 7621 голос.
1997 року нагороджений срібним хрестом за заслуги.

## Приватне життя
Син Франциска та Терези. Одружений (дружина Малґожата), має трьох дітей: Анну, Рафала та Міхала.
Є членом Opus Dei,а також ініціатором та засновником Центру лідерства «Ковальня» (пол. Kuźnia).